# جملة البلعميات والوحيدات

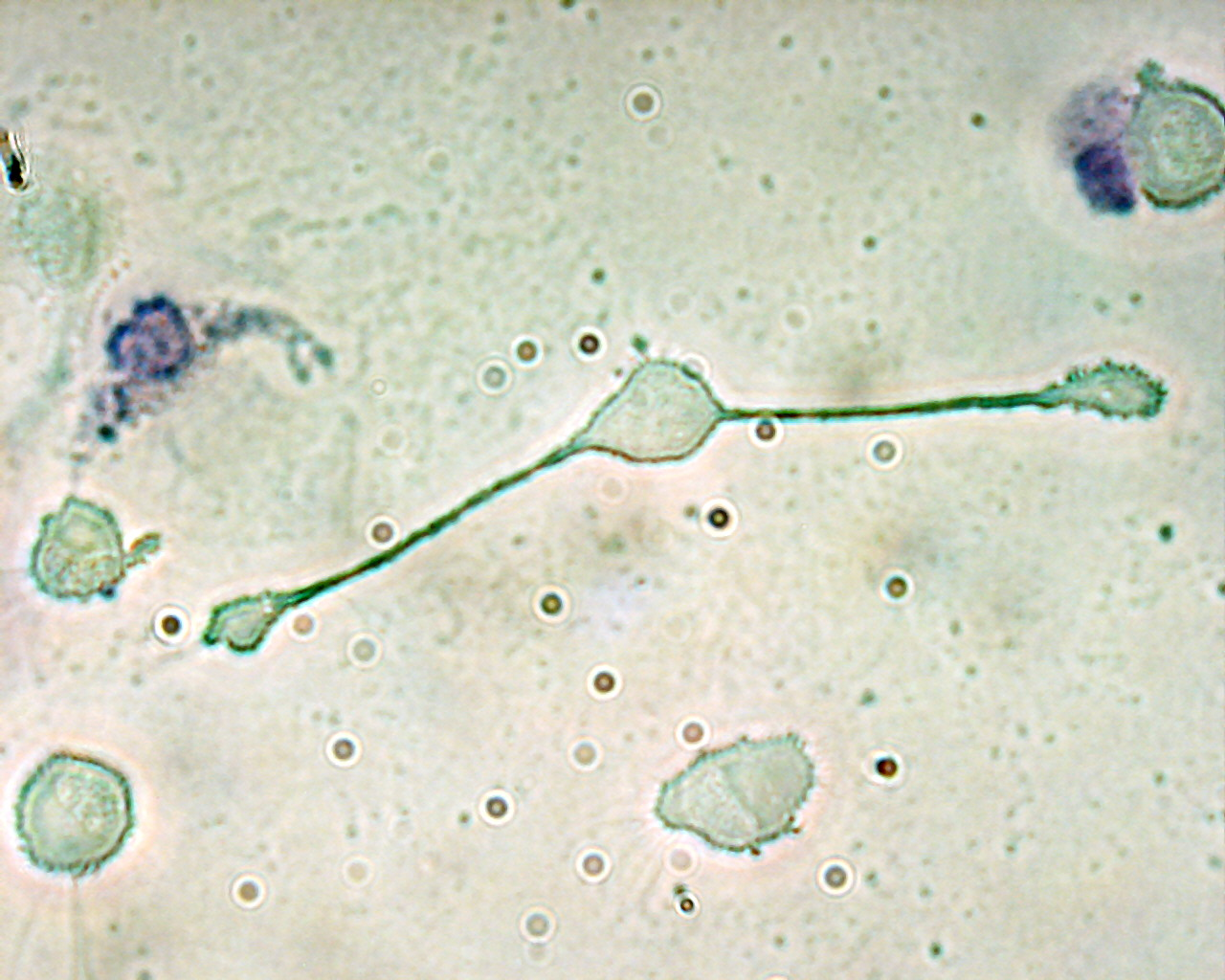

الجُمْلَةُ الشَّبَكِيَّةُ البِطانِيَّة أو جُمْلَةُ البَلْعَمِيَّاتِ والوَحيداتِ جزء من الجهاز المناعي، وهو مجموعة من الخلايا البلعمية منشؤها من اللحمة المتوسطة، تتوضع في النسيج الضام الشبكي وتستطيع التحول إلى بلاعم. تتجمع هذه الخلايا في العقد اللمفاوية والطحال. أول من وصف هذا الجهاز هو العالم الروسي إيليا ميتشنيكوف.